# Аргентопірит
Аргентопірит — помірно рідкісний сульфідний мінерал з хімічною формулою AgFe2S3. Це одна з природних сполук типу MFe2S3 де M це цезій у дуже рідкісному паутовіті, мідь у відносно поширеному кубаніті, калій у рідкісному расвуміті і талій у рідкісному пікопауліті. Типовий населений пункт Яхимов у Чехії. Схожий за хімічним складом мінерал включає штернбергіт (диморфний з аргентопіритом), ленаїт, AgFeS2, і аргентопентландит, Ag(Fe,Ni)8S8.

## Кристалічна структура
Хоча раніше вважалося орторомбічним, пізніше було показано, що аргентопірит є моноклінним і має структурну спорідненість з кубанітом. Найважливішою особливістю структури аргентопіриту є:
- гексагональне щільне упакування атомів сірки
- наявність тетраедрів AgS4 і FeS4 на листах, що демонструють спільні кути
- наявність кластера з чотирьох тетраедрів FeS4, які мають спільні ребра
- наявність двох ділянок заліза, а не однієї, як у споріднених видів
- впорядковано-невпорядкована залізисто-залізиста природа мінералу